# Itys

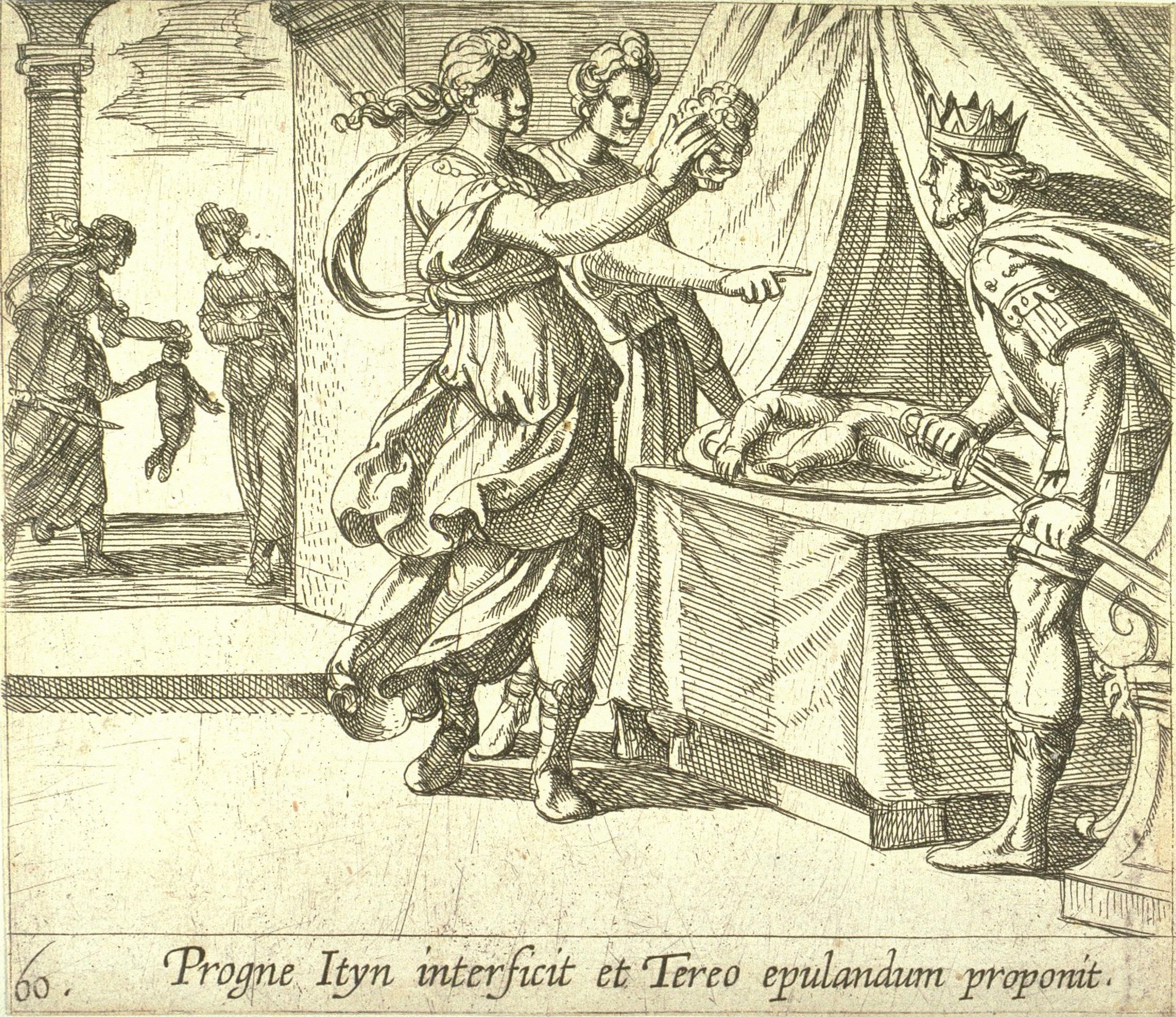
Philomèle et Procné montrent la tête d'Itys à Térée. Gravure d'Antonio Tempesta pour les Métamorphoses d'Ovide, livre VI.

Dans la mythologie grecque, Itys (en grec ancien  Ἴτυς / Ítus) est le fils de Térée (roi de Thrace) et de Procné (sœur de Philomèle et fille du roi d'Athènes Pandion).
Il est tué par sa mère, qui le sert lors d'un repas à son mari Térée, pour venger sa sœur Philomèle des sévices que ce dernier lui avait infligés. Lorsque Térée réclame son fils, Procné répond simplement « Ton fils est en toi », et Philomèle surgit, qui jette la tête d'Itys sur la table. À cette vue, Térée, transporté de rage, veut poursuivre les deux sœurs. Mais elles se sauvent en priant les dieux de leur venir en aide. Ces derniers les métamorphosent alors : Procné en hirondelle, Philomèle en rossignol. Térée lui-même, changé en huppe, ne peut les atteindre. Quant à Itys, les dieux, ayant eu pitié de son sort, le métamorphosent en chardonneret. Cependant chez Ovide, on ne trouve pas cette version concernant Itys : il est tué et mangé sans aucune autre forme de procès.
Antoninus Liberalis, dans ses Métamorphoses (XI), raconte une version similaire de la légende dans son histoire d'Édon et Polytechnos.

### Sources
- Antoninus Liberalis, Métamorphoses [détail des éditions].
- Pseudo-Apollodore, Bibliothèque [détail des éditions] [lire en ligne] (III, 14, 8).
- Homère, Odyssée [détail des éditions] [lire en ligne] (XIX, 511-534).
- Hygin, Fables [détail des éditions] [(la) lire en ligne] (XLV).
- Ovide, Métamorphoses [détail des éditions] [lire en ligne] (VI, 424 et suiv.).
- Pausanias, Description de la Grèce [détail des éditions] [lire en ligne] (I, 41, 8).